# Niso tricolor
Niso tricolor är en snäckart som beskrevs av Dall 1889. Niso tricolor ingår i släktet Niso och familjen Eulimidae. Inga underarter finns listade i Catalogue of Life.